# Jan Stanisław Gruszecki
Jan Stanisław (Stanisław Jan) Gruszecki herbu Lubicz (zm. w 1683 roku) – sędzia kamieniecki w latach 1672–1682, podsędek kamieniecki w latach 1660–1672, chorąży latyczowski w latach 1659–1660, podstarości kamieniecki w latach 1658–1659, pisarz grodzki czernihowski w 1658 roku.
Poseł sejmiku kamienieckiego na sejm 1659 roku, 1664/1665 roku, drugi sejm 1666 roku, 1667 roku i sejm nadzwyczajny 1668 roku. Jako poseł na sejm elekcyjny 1669 roku z województwa podolskiego był elektorem Michała Korybuta Wiśniowieckiego z województwa podolskiego w 1669 roku. Poseł na sejm nadzwyczajny 1670 roku z województwa podolskiego. Poseł sejmiku podolskiego na sejm koronacyjny 1676 roku, sejm 1677 roku, sejm 1678/1679 roku.